# 京都産業大学体育会サッカー部
京都産業大学体育会サッカー部（きょうとさんぎょうだいがく たいいくかいサッカーぶ）は京都府京都市北区にある京都産業大学のサッカークラブである。

## 概要・歴史
1972年創部。2023年度に関西学生サッカーリーグ（1リーグ制移行後）初優勝を果たした。
天皇杯は、初出場となった1982大会以来、通算で5回出場している。1990年大会以来24年ぶりの出場となった2014年大会では、1回戦でヴィアティン桑名に敗れた。2年後の2016年大会では、1回戦で奈良クラブに敗れた。

## 主な成績
- 全日本大学サッカー選手権大会
  - 準優勝：1回 (2023)
- 関西学生サッカーリーグ
  - 優勝：1回 (2023)
  - 準優勝：4回 (1984, 1987, 1990, 2021)
- 天皇杯 JFA 全日本サッカー選手権大会
  - 出場：6回 (1982, 1987, 1990, 2014, 2016, 2024)
- 京都FAカップ（天皇杯 JFA 全日本サッカー選手権大会 京都府予選）
  - 優勝：3回 (2014, 2016, 2024)
  - 準優勝：2回（2019, 2022）
- 京都学生サッカー選手権大会（京都FAカップ 大学予選）
  - 優勝：3回 (2013, 2014, 2024)
  - 準優勝：2回（2015, 2017）

## 主な出身選手
1988年度卒
- 白井淳

2000年度卒
- 高木和道※中退

2006年度卒
- 吉本哲朗

2008年度卒
- 渡邉将基
- 櫛田一斗
- 馬場悠企

2010年度卒
- 小笠原侑生
- 吉川拓也

2012年度卒
- 西口諒
- 佐々木一輝

2013年度卒
- 松田悠佑
- 松田康佑
- 安藤由翔
- 三宅貴憲

2015年度卒
- 木匠貴大

2016年度卒
- 前田悠斗

2017年度卒
- 射庭康太朗
- 守安陸

2018年度卒
- 久保吏久斗

2019年度卒
- 美馬和也

2021年度卒
- 田中颯
- 國領雄斗

2023年度卒
- 福井和樹

2024年度卒
- 横窪皇太